# Rio Piranji (periodiskt vattendrag)
Rio Piranji är ett periodiskt vattendrag i Brasilien.   Det ligger i delstaten Piauí, i den nordöstra delen av landet, 1 600 km norr om huvudstaden Brasília.
Omgivningarna runt Rio Piranji är huvudsakligen savann. Runt Rio Piranji är det ganska glesbefolkat, med 26 invånare per kvadratkilometer.